# دوين إيوبانكس
دوين إيوبانكس (بالإنجليزية: Duane Eubanks)‏ هو عازف جاز أمريكي، ولد في 24 يناير 1969 في فيلادلفيا في الولايات المتحدة.

## وصلات خارجية
- دوين إيوبانكس على موقع ميوزك برينز (الإنجليزية)
- دوين إيوبانكس على موقع أول ميوزيك (الإنجليزية)
- دوين إيوبانكس على موقع ديسكوغز (الإنجليزية)